# That Petrol Emotion
That Petrol Emotion est un groupe de rock alternatif britannique, originaire de Derry, en Irlande du Nord. Il est formé entre autres des frères O'Neill qui ont joué pour The Undertones.

## Biographie

### Débuts (1984–1988)
Le groupe est formé en 1984 sur les cendres des Derry Hitmakers, Bam Bam and the Calling et The Undertones. Il a été formé par le guitariste John O'Neill et le second guitariste Raymond Gorman qui officiaient comme DJ ensemble dans un club de la rive gauche du Derry. Leur ami batteur Ciaran McLaughlin rejoint rapidement le groupe après avoir déménagé de Derry à Londres, suivi par le frère de John et guitariste des Undertones Damian O'Neill qui jouait de la basse à partir de 1985 jusqu'en 1988 après le départ de John. Il prend ensuite les fonctions de guitariste (1988–1994, 2008–2010). Le chanteur américain Steve Mack, qui travaillait dans une pizzeria de Londres à l'époque, complète la formation. Après le départ de John O'Neill, son frère Damian se met à la guitare, laissant la basse à John Marchini (1988-1991) puis Brendan Kelly (1991–1994, 2008–2010). Les influences de That Petrol Emotion englobent des artistes aussi divers que les Beatles, Afrika Bambaataa, Television, Sly and the Family Stone, Captain Beefheart et Can.
Le groupe publie son premier single Keen en 1985, qui rompt immédiatement tous les liens musicaux avec les Undertones avec un son plus sombre, plus énervé. That Petrol Emotion est beaucoup plus politisé que celles des Undertones. Cette déclaration d'intention avec Keen est suivie par leur premier album Manic Pop Thrill, sorti en 1986 sur Demon Records et classé numéro 1 dans le UK Indie Chart. Il est très bien accueilli par la presse spécialisée, notamment par John Peel. Ils sont décrits par le magazine Rolling Stone comme « The Clash croisé avec Creedence », et le New York Times les décrit en 1987 comme « des Rolling Stones en jeune » mélangé avec des « Television emballés,. »
Leur deuxième album (et le premier sur une major), Babble, est publié en 1987 sur Polydor. Il est entre dans le Top 40 UK, et suscite un bon accueil universel ; élu comme l'un des albums de l'année par les critiques du magazine Rolling Stone, il est noté A- par le critique Robert Christgau,. Au Royaume-Uni, le single Big Decision, publié en 1987, rate une place dans le très convoité Top 40, se classant 42e. Le dos de la pochette contenait le texte dénonçant l'utilisation de balles en plastique par l'armée britannique en Irlande du Nord. Le groupe n'a jamais fait mieux dans les charts qu'avec ce premier succès. Leur single suivant, Genius Move (également sorti en 1987) est interdit de diffusion par la BBC,. Malgré cela, That Petrol Emotion avait déjà gagné les éloges de personnalités telles que Robert Smith et Robin Guthrie. La gestion de Polydor change durant cette période ce qui entrainera une demande de la maison de disque pour des single à succès immédiatement. That Petrol Emotion exploite alors une faille dans leur contrat et quitte Polydor pour rejoindre Virgin Records.
À la veille des sessions d'enregistrement de leur troisième album End of the Millennium Psychosis Blues (Virgin Records, 1988), John O'Neill annonce son départ imminent du groupe. Les sessions en résultant sont donc chargées de tension et d'appréhension et l'album lui-même lors de sa sortie est accueilli avec confusion par les critiques et les fans. Il est conçu pour reprendre les mixtapes éclectiques du groupe qu'ils avaient écoutées et aimées dans leur bus durant les tournées, mais ces expérimentations de dance music et de samples (Groove Check, Here it is...Take it!, Tension) mélangé avec du rock alternatif lourd (Under the Sky), des ballades celtiques (Cellophane) et de rock indépendant (Sooner or Later, Every Little Bit) s'avère trop décousue et diversifiée pour percer dans le grand public à l'époque. Cependant, l'album a été réévalué, avec de nombreux critiques et les fans admettant que si cette diversité dans le style est mal perçue par ses contemporains, That Petrol Emotion étaient très en avance sur leur temps, et même qu'ils préfiguraient la Britpop et la scène indie dance dite Madchester grâce à ces premières expériences mélangeant funk et dance. En effet, ils sont ensuite décrits comme ayant perfectionné « l'art de la chanson pop alternative Scuzzed Up » au cours des années 1980.

### Chemicrazy(1990–1992)
Après le départ de John O'Neill, un remaniement a lieu dans That Petrol Emotion. Le batteur Ciaran McLaughlin et le guitariste Raymond Gorman s'occupent principalement de l'écriture des chansons ; dans le processus, ils accueillent un tout nouveau bassiste, John Marchini, pour permettre à Damian O'Neill d'endosser la guitare aux côtés de Gorman. Cette nouvelle dynamique de musiciens conduit à l'enregistrement de l'album Chemicrazy, encore une fois publié au label Virgin Records et produit par Scott Litt. Chemicrazy se caractérise par un style plus rock alternatif qu'auparavant ; allusion à la dernière piste de l'album précédent Under the Sky. Cependant, plus intense qu'auparavant, Chemicrazy maintient également un cœur pur pop, illustré par les singles Sensitize, Tingle et Hey Venus. Frustré, le groupe n'assistera pas au décollage commercial de Chemicrazy.

### Fireproof(1993–1994)
Après avoir quitté Virgin Records, leur cinquième et dernier album, Fireproof (1993), est publié sur leur propre label, Koogat, avec Marchini - né Brendan Kelly - qui prend la basse à sa place. Le jeu de riffs de Kelly pousse That Petrol Emotion à un album plus agressif qui, comme leur premier album, atteint la première place de l'UK Top 40. Malgré la couverture médiatique généralement positive et la base de fans fidèles, et avec plus de cinq albums studio en dix ans de carrière, That Petrol Emotion n'atteindra jamais le succès commercial ou la popularité dont jouissent leurs contemporains (comme par exemple, My Bloody Valentine et Sonic Youth). Pourtant, leurs chansons restent acclamées par la spécialisée qui, en plus de féliciter la réalisation des pochettes, admet que That Petrol Emotion a laissé une trace durable au sein des mouvements Britpop et Madchester, en particulier chez des groupes tels que The Stone Roses, Happy Mondays, Manic Street Preachers, Andrew Bird, Spoon, Blur et Radiohead,.

### Pause
John O'Neill continue à former le groupe Rare, tandis que The Undertones réformé dans les années 2000 pour un album, sans Feargal Sharkey, sur Sanctuary Records. Gorman a formé un groupe appelé Wavewalkers. Un document des concerts d'adieu de That Petrol Emotion à Londres et Dublin est publié en 2000 comme flamme final: Feu, Detonation et Sublime Chaos.

### Deuxième période (2008–2010)
Le 26 mars 2008, Steve Mack annonce la réunion du groupe pour jouer des concerts de réunion à l'été. En août 2008, ils sont apparus à Londres au Boston Arms et Spirit Store de Dundalk, puis ont continué à jouer au festival Electric Picnic à Stradbally en Irlande.
En mars 2009, That Petrol Emotion joue au festival South by Southwest à Austin, au Texas. Dans le même mois le site officiel a confirmé que That Petrol Emotion jouerait le Hop Farm Festival, dans le Kent, en Angleterre en juillet 2009. Peu de temps après une visite au Royaume-Uni aussi en Juillet 2009 a été annoncé avec relais à Oxegen Festival en Irlande, et T In The Park, en Écosse. That Petrol Emotion continue leur reformation avec une tache à la My Bloody Valentine organisée Nightmare Before Christmas Tous le festival des Parties de demain en décembre 2009 suivi par dates au Royaume-Uni et les États-Unis,.
That Petrol Emotion se remet en pause indéterminée, même si la fin de 2012 Gorman, McLaughlin, Kelly, et Damian O'Neill ont annoncé qu'ils avait formé un nouveau groupe nommé The Everlasting Oui. Leur premier concert était à Londres, à l'appui de June Brides.

## Discographie

### Albums studio
- 1986 - Manic Pop Thrill (Demon Records)
- 1987 - Babble (Polydor Records)
- 1988 - End of the Millennium Psychosis Blues (Virgin Records)
- 1990 - Chemicrazy (Virgin Records)
- 1993 - Fireproof (Koogat Records)

### Compilations & Live
- 2000 - Final Flame - Live at the Grand and the Tivoli Ballroom 1994 (Sanctuary Records)
- 2022 - Every Beginning Has a Future: An Anthology 1984-1994 (Edsel Records)

### Singles
- 1985 : Keen (Pink Records)
- 1985 : V2 (Noise a Noise Records)
- 1986 : It's a Good Thing (Demon Records)
- 1986 : Natural Kind of Joy (Demon Records)
- 1987 : Big Decision (Polydor Records)
- 1987 : Swamp (Polydor Records)
- 1987 : Dance (Polydor Records)
- 1987 : Genius Move (Virgin Records)
- 1988 : Cellophane (Virgin Records)
- 1990 : Abandon (Virgin Records)
- 1990 : Hey Venus (Virgin Records)
- 1991 : Tingle (Virgin Records)
- 1991 : Sensitize (Virgin Records)
- 1993 : Detonate My Dream (Koogat Records)
- 1993 : Catch a Fire (Koogat Records)